# 涉城镇
涉城镇，是中华人民共和国河北省邯郸市涉县下辖的一个乡镇级行政单位。 区域面积57.1平方千米。

## 行政区划
涉城镇下辖以下地区：
招岗社区、南岗社区、北岗社区、西岗社区、北关社区、城里社区、南关社区、寨上社区、上清凉社区、下清凉社区、滩里社区、上偏凉社区、下偏凉社区、龙耳社区、占洼社区、南原社区、中原社区、北原社区和太平庄社区。